# Typikon

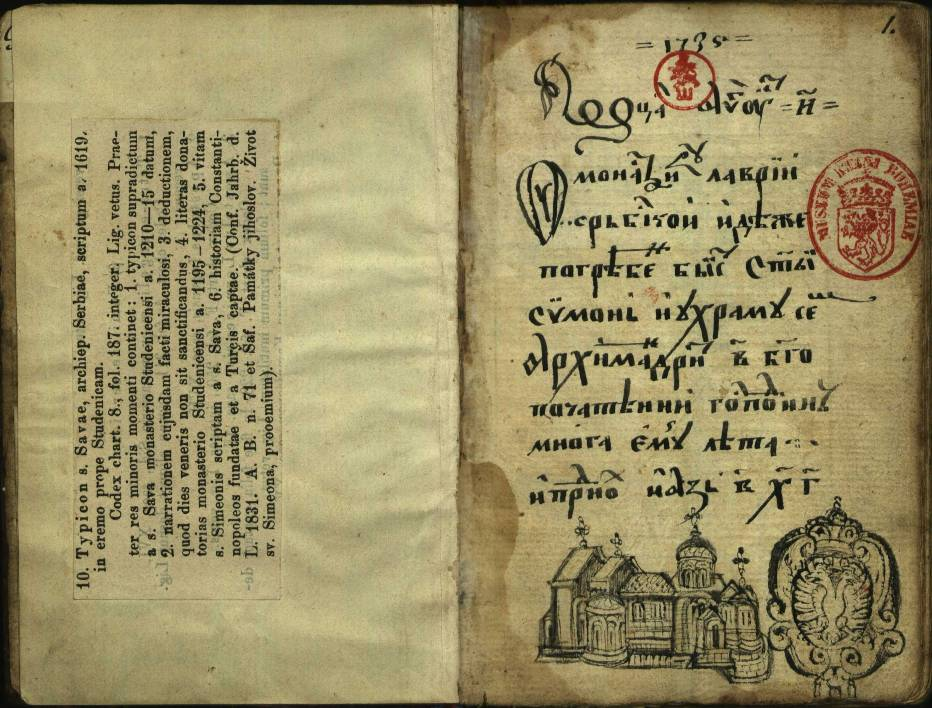
Typikon del monasterio de Studenica, Serbia

El typikon o typicón, (en griego: τυπικόν, 'el de la forma prescrita'; pl. τυπικα, typica; en eslavo eclesiástico: Тvпико́нъ Typikonə o Оуставъ, ustavə) es el libro litúrgico que contiene instrucciones sobre la ordenación del oficio del ritual y sobre los himnos variables de la Divina Liturgia observado en la Cristiandad oriental: Iglesias ortodoxas e Iglesia católica de rito bizantino. El typikon utilizado por los cristianos orientales es casi idéntico al de los ortodoxos, con solo pequeñas diferencias.

## Historia

### Typikon catedralicio
El antiguo rito de la catedral medieval de Constantinopla, Santa Sofía, llamado "asmatikē akolouthia" ('servicios cantados'), no ha sido bien preservado y el manuscrito más antiguo que nos ha llegado data de mediados del siglo VIII. Este rito alcanzó su apogeo en el Typikon de la Gran Iglesia (Hagia Sophia) que se usó únicamente en dos lugares, la catedral del mismo nombre y en la Basílica de San Demetrio en Tesalónica, sobreviviendo en este último hasta la conquista otomana y la mayor parte de lo que se conoce proviene de sus descripciones en escritos de San Simeón de Tesalónica.

### Typikon monástico
Los typicones (typika) surgieron dentro de los movimientos monásticos del cristianismo primitivo para regular la vida en los monasterios y varios sobrevivieron de Constantinopla, como las del monasterio del Pantocrátor y el convento de monjas Kecharitomene, lo que nos proporciona una idea de la antigua vida monástica y los hábitos bizantinos. 
Sin embargo, es el typikon de la laura de San Sabas el Santificado,  cerca de Jerusalén, el que se sintetizó con el rito catedralicio mencionado anteriormente y cuyo nombre es llevado por el typikon que es usado actualmente por el Rito Bizantino. 
En su Historia lausiaca, Paladio de Galacia, obispo de Helenópolis, relata que los primeros ermitaños cristianos no solo rezaban los Salmos, sino que también cantaban himnos y recitaban oraciones (a menudo en combinaciones de doce). Con el surgimiento del monasticismo cenobítico, es decir, vivir en una comunidad bajo la autoridad de un abad, en lugar de una vida de ermitaños solitarios, el ciclo de oraciones se hizo más formal y complejo, con diferentes prácticas rituales en diferentes lugares. Egeria, una peregrina hispanorromana que visitó Tierra Santa alrededor de 381–384, escribía:

"Pero entre todas las cosas, hay una característica especial por la que se establece que se reciten salmos y antífonas adecuadas para cada ocasión, tanto las que se dicen por la noche, por la mañana o durante todo el día, a la sexta hora, la novena hora o el lucernarium, todo tan apropiado y razonable en cuanto el tiempo y la forma."
 Louis Duchesne, Culto Cristiano, Londres, 1923, XXV, 5.

La formalización de lo que se convirtió en la regla monástica bizantina comenzó con San Sabas el Santificado (439-532), quien registró el oficio tal como se practicaba en su tiempo en el área alrededor de Jerusalén, pasando lo que le había sido transmitido por San Eutimio el Grande (377–473) y San Theoktistos (c. 467). 
Esta área era en ese momento un importante centro tanto de peregrinación como de monasticismo, y como resultado, el ciclo diario de servicios tuvo un gran desarrollo. San Sofronio, patriarca de Jerusalén (560–638) revisó el typikon y fue desarrollado por San Juan Damasceno (c. 676 - 749). Esta ordenación del servicio divino se conoció más tarde como typikon de Jerusalén, de Palestina o Sabaita. Su uso se extendió aún más cuando se publicó el primer typikon impreso en 1545. Todavía es de uso generalizado en la mayoría de las comunidades monásticas bizantinas de todo el mundo, así como en parroquias y catedrales en grandes zonas de la ortodoxia oriental, especialmente en Rusia.

### Síntesis
En el siglo VIII, Teodoro el Estudita, bajo la autoridad de la emperatriz Irene de Atenas, emprendió la refundación del monasterio de Studion en Constantinopla, que se convirtió en el centro de desarrollo de la liturgia monástica. El ordenamiento de los oficios era mucho más elaborado que en cualquier otro lugar, especialmente con respecto a Cuaresma y Pascua. En este momento, la oposición entre los partidarios de la adoración de los iconos (iconófilos) y sus oponentes (iconoclastas) fue violenta. Teodoro, un iconófilo que había reconocido en la versión del Typikon Sabaita una guía segura para la ortodoxia y para combatir mejor la iconoclasia, dirigió el desarrollo de un typikon que combinara el typikon sabaita con la práctica de los estuditas. Los typicones en uso hoy en día son el fruto de esta síntesis.

## Typicones actuales
La Iglesia ortodoxa rusa heredó el typikon monástico sabaita, que es el que se utiliza actualmente en parroquias, catedrales y monasterios.
Sin embargo, algunos restos del rito catedralicio permanecieron en uso en otras partes del mundo de rito bizantino, como lo demuestra, por ejemplo, la Divina Liturgia que comienza al final de los maitines y el uso de la vigilia de toda la noche solo en ocasiones en servicios que duran toda la noche. 
Con el paso del tiempo, el rito evolucionó pero no se publicó ningún typikon descriptivo hasta 1839 cuando, finalmente, Constantino Byzantios, protopsaltes de la Gran Iglesia, compuso y publicó el typikon dos veces en griego como El Typikon Eclesiástico según el estilo de la Gran Iglesia de Cristo  y una vez en eslavo. En 1888, George Violakis, entonces Protopsaltes de la Gran Iglesia, escribió un informe corrigiendo errores y ambigüedades en las typika de Byzantios y luego publicó el typikon completado y corregido como Typikon de la Gran Iglesia de Cristo que todavía está en uso hoy día en la mayoría del Rito Bizantino, excluyendo a las iglesias de la tradición rusa.
En el Monte Athos todavía hoy tiene vigencia el typikon que encargó el emperador Juan I Tzimisces para dar una cierta flexibilidad a la vida monástica, tolerando la existencia simultánea de anacoretas y cenobitas. En la Iglesia Armenia, entre sus libros litúrgicos está el denominado Tawnac oyc' ("indicador de las fiestas"), que equivale al Typikon griego.